# Danish Strait
Die Danish Strait ist eine Meerenge in Nunavut (Kanada), die die zu den Sverdrup-Inseln (Teil der Königin-Elisabeth-Inseln und damit des kanadisch-arktischen Archipels) gehörenden Inseln Thor Island und Ellef Ringnes Island (im Norden) von King Christian Island (im Süden) trennt. Die 60 Kilometer lange und 15 Kilometer breite Meerenge mündet im Westen in die Maclean Strait und im Südosten in den von King Christian, Ellef Ringnes, Amund Ringnes, Cornwall, Devon, Bathurst, Helena, Cameron und Lougheed Island umgebenen Meeresteil.